# 掃帚樹斑蚜
掃帚樹斑蚜（学名：Taiwanaphis decapspermi）为斑蚜科臺灣斑蚜屬下的一个种。